# Кацухиро Отомо
Кацухиро Отомо (јап. 大友 克洋, Ōtomo Katsuhiro; Томе, 14. април 1954) јапански је манга уметник, сценариста, аниматор и филмски режисер. Најпознатији је по манги Акира, и њеној анимираној адаптацији која се сматра за једну од најбољих научнофантастичних анимираних филмова.
Отомо је освојио многе награде, као што су француски Орден уметности и књижевности у рангу витеза и офирица, јапанска љубичаста Медаља части и награду Винзор Макеј. Први је мангака који је освојио главну награду на стрипском фестивалу у Ангулему, и четврти који се нашао у Ајзнеровој дворани славних.

## Биографија

### Младост
Отомо је рођен 14. априла 1954. године у граду Томе, за који наводи да му је као детету био превише једноличан, па је дане проводио читајући манге. Иако је имао сестре, често је читао стрипове сам, сањарећи о томе како ће их једног дана цртати. Родитељи су му допуштали да купи једну мангу месечно, па је Отомо најчешће бирао наслове које је објаљивала издавачка кућа Кобанша; као што су Астробој Осамуа Тезуке и Tetsujin 28-go Мицутеруа Јокојаме. На почетку је копирао њихове стилове, али се посветио новим техникама након што је прочитао приручник за цртање манги који је објавио уметник Шотаро Ишиномори.
Љубав према филмовима развио је као средњошколац. Тада је такође одлучио да жели да постане илустратор и режисер. Уредник из издавачке куће Футашаба је добио примерак једне од Отомових манги и рекао му да га контактира ако се пресели у Токио. Отомо је послушао његов предлог, и почео да ради као мангака након што је завршио средњу школу.

### Манга каријера
Своју каријеру као професионални мангака започео 4. октобра 1973. када је објавио A Gun Report, адаптацију романа Матео Фалконе, француског књижевника Проспера Меримеа.
У периоду од 1973. до 1978. године цртао је краће стрипове за потребе часописа Weekly Manga Action. Прву мангу у жанру научне фантастике, под називом Fireball, објавио је 1979. године. Отомо никада није довршио ту мангу, али она представља прекретницу у његовој каријери. Теме из Fireball-а појавиће се у његовим каснијим и успешнијим радовима, као што је Дому, који се почео објављивати наредне, 1980. године. Публикација је трајала годину дана, али су поглавља обједињена у један том тек 1983. године. За Дому Отомо је освојио награде јапанске Асоцијације цртача, Нихон СФ и Сеиун за најбољи стрип.
Своју најпознатију мангу, Акира, почео је објављивати 1982. године. Испрва је планирао да буде кратка прича, од десетак поглавља, и није мислио да ће бити нарочито успешна. На крају, манга се објављивала осам година, са преко сто поглавља. Ово је прва манга која је преведена на српски језик.
Деведесетих година, након што је Акира завршен, радио је на једнократној причи Visitors, и мангама The Legend of Mother Sarah и Hi no Yōjin. Такође је у овом периоду радио на Ди-сијевом стрипу Batman: Black & White. Уласком у 21. век радио је са Шинџијем Кимуром на сликовници Hipira-kun и на краткој манги Orbital Era.  
Након земљотреса и цунамија који су погодили регион Тохоку 2011. године, Отомо је у част мештана и њихове отпорности урадио илустрацију дечака који јаше механичку златну рибицу. Цртеж се од марта 2015. године налази на првом спрату сендајског аеродрома.
Године 2019. почеле су се објављивати серије збирки са свим Отомовим радовима.

### Филмска каријера
Отомо је са 25 година направио свој први, премда необјављени филм за који је рекао да га је научио основама. Неколико година касније, 1982., радио је као карактер дизајнер на анимираном филму Harmagedon: Genma Wars. Тада се такође одлучио да ће правити сопствене филмове.
Године 1987. заузео је улогу режисера, сценаристе и аниматора на антологијском анимираном филму Neo Tokio. Исте године радио је на још једном филму тог типа, Robot Carnival-у, а наредне адаптирао је своју мангу Акира у анимирани филм. 
Деведесетих година радио је на анталогијском филму Memories (1995) и Gundam: Mission to the Rise (1998; у част 20. годишњице франшизе Gundam). Потом је адаптирао мангу Metropolis познатог уметника Осамуа Тезуке, као и мангу Мушиши Јуки Урушибаре. Режирао је и написао филм Steamboy 2004., па радио на реклами Freedom Project 2006. године. Наредне године посветио се филму SOS! Tokyo Metro Explorers: The Next, који је заснован на његовој манги .
Године 2013. учествовао је у још једном антологијском филму Short Peace. Отомо је такође сарађивао са певачицом Ајом Накано. Илустровао је њен албум Warui Kuse 2014., а режирао спот за њену песму Juku-Hatachi 2016. године. Такође је радио на 22. епизоди аниме серијала Space Dandy.

## Стил
Почетком каријере, како каже Отомо, „популарне манге биле су гегика или спортског жанра; док тешке научне фантастике није било. Зато сам написао Дому“. Испрва се држао „традиционалног манга стила,“ налик Астробоју, али се у средњој школи заинтересовао за стилове Таданорија Јокоа и Јошитароа Исаке. Иако познат по реалистичности, Отомо наводи да је његов стил мешавина фантастике и реализма, јер „превелики реализам нарушава свет приче, док прекомерна фантастика утиче на њену уверљивост“. Реалистичну црту добио је цртајући своје пријатеље и читајући дела француског уметника Мебијуса.
За највеће јапанске утицаје наводи Осамуа Тезуку, Шотароа Ишиноморија и Мицуетруа Јокојаму. Компјутер из Fireball-а назвао је АТОМ по угледу на истоименог лика из Тезукине манге Астробој. Слично томе Ечан из Домуа инспирисан је Ишиноморијовом мангом Сарутоби Ечан, док је Акира именом и радњом инспирисан Јокојамином мангом Tetsujin 28-go и њеним главним ликом. Поред њих, наводи Шигеруа Мизукија и Тецују Чибу због којих је завоело да црта позадине, поготово архитектонске елементе, због чије детаљности је познат. За дизајн робота, односно мека, угледао се на продукције студија Нуе, као и уметнике Казутакуа Мијатакуа, Наојукија Ката, Такашија Ватанабу и Макота Кобајашија; као и на аниме Neon Genesis Evangelion.

## Утицај
Отомова утицајност у Јапану утврђена  је 1979. објављивањем Short Peace збирке кратких прича. Његов рад инспирисао је мангаке као што су Хисаши Егучи, Наоки Јамамото, Макото Аида, Хироја Оку, Масаши Кишимото и Наоки Урасава, који је изјавио да је „Осаму Тезука створио форму, након чега су уследиле карикатуре, па је онда дошао Кацухиро Отомо и направио нови поредак“.
Поред мангака, Отомо је утицао на дизајнере видео игара као што су Јуџи Хори (The Portopia Serial Murder Case и Dragon Quest), Норитака Фунамизу (Gun.Smoke и Hyper Dyne Side Arms), Цутому Фуџисава (Ninja-Kid), Хиројуки Имабајаши (Sokoban), Наото Шинада (Volguard), Џун Куријама (Psychic City), Масаши Като (Eiyuu Densetsu Saga) и др. Режисери Сатоши Кон и Рајан Џонсон такође наводе Отома као велики утицај.
Године 2017. објављена је збирка Otomo: A Global Tribute to the Mind Behind Akira посвећена Отому, у којој су се нашли радови 80 других уметника. У Ангулему и Њујорку одржане су две изложбе у његову част, где су такође приказани радови уметника на које Отомо утицао.

## Дела

### Манга

#### Колекције и издања
| Година    | Назив | Додатне информације |
| --------- | ----- | --- |
| 1979      |       | Колекција; Оригинално објавила издавачка кућа Кисотенгаиша; Репринт урађен 1984, и увршћен у колекцију са једном додатном причом |
| 1979      |       | Колекција; доцније увршћена у колекцију                                                                                          |
| 1981      |       | Колекција |
| 1981      |       | Колекција; доцније увршћена у колекцију                                                                                          |
| 1981      |       | Колекција |
| 1982      |       | Манга; 1 том |
| 1982      |       | Колекција |
| 1983      |       | Манга; 1 том |
| 1983−1993 |       | Манга; 6 томова; У Србији објавила издавачка кућа Маркетпринт у 40 томова                                                        |
| 1990      |       | Колекција |
| 1996      |       | Колекција |

#### Једнократне приче ()
| \| Година \| Назив \| Часопис \| Додатне информације \| \| --------- \| ------------------------------------------------------------- \| ---------- \| --------------------------------------------------------------------------------------------------- \| \| 1973 \| (銃声) \| \| Базирано на делу Проспера Меримеа \| \| 1973 \| (親友) \| \| Базирано на делу Едогаве Ранпоа \| \| 1973 \| (スマイリーおじさん) \| \| Базирано на делу Марка Твена \| \| 1973 \| (橋とそして...) \| \| \| \| 1973 \| (子供たちは何処へ...) \| \| \| \| 1974 \| (上海かぜ) \| \| Написао Јошихиру Јамамото \| \| 1974 \| (密漁の夜) \| \| \| \| 1974 \| \| \| Увршћено у колекцију \| \| 1974 \| \| \| Увршћено у колекцију \| \| 1974 \| \| \| \| \| 1974 \| (目覚めよと呼ぶ声あり) \| \| Увршћено у колекцију \| \| 1974 \| (心中ー'74秋ー) \| \| Увршћено у колекцију \| \| 1974 \| (暗夜行路〔傷だらけの天使・1〕) \| \| Увршћено у колекцију \| \| 1974 \| (パック糞面白くもなかった今日の終わりに〔傷だらけの天使・2〕) \| \| Увршћено у колекцију \| \| 1975 \| (短距離走者の連帯〔傷だらけの天使・3〕) \| \| Увршћено у колекцију \| \| 1975 \| (醜悪の軋み〔傷だらけの天使・4〕) \| \| Увршћено у колекцију \| \| 1975 \| (チュンパラブギウギチュンパラブギ〔傷だらけの天使 ・5〕) \| \| Увршћено у колекцију \| \| 1975 \| (スカッとスッキリ〔傷だらけの天使 ・6〕) \| \| Увршћено у колекцију \| \| 1975 \| (辻斬り) \| \| Увршћено у колекцију \| \| 1975 \| (〔傷だらけの天使・7〕) \| \| Увршћено у колекцију \| \| 1976 \| (鏡) \| \| Увршћено у колекцију \| \| 1976 \| (鏡地獄) \| \| Базирано на делу Едогаве Ранпоа \| \| 1976 \| (アメリンゴ) \| \| Објављено у два дела, 8. и 15. априла, касније увршћено у колекцију \| \| 1976 \| (酒井さんちのユキエちゃん) \| \| Увршћено у колекцију \| \| 1976 \| (犯す) \| \| Увршћено у колекцију \| \| 1976 \| (ハイウェイスター) \| \| Увршћено у колекцију \| \| 1976 \| \| \| Увршћено у колекцију \| \| 1976 \| \| \| Увршћено у колекцију \| \| 1977 \| (夢の蒼穹) \| \| Увршћено у репринтовану верзију колекције коју је објавила издавачка кућа Футабаша \| \| 1977 \| (宇宙パトロール・シゲマ) \| \| Увршћено у колекцију \| \| 1977 \| \| \| Увршћено у колекцију \| \| 1977 \| \| \| Увршћено у колекцију \| \| 1977 \| \| \| Увршћено у колекцију \| \| 1977 \| (星霜) \| \| Увршћено у колекцију \| \| 1977 \| (雀が中) \| \| Увршћено у колекцију \| \| 1977 \| (天網恢恢疎にして漏らさず) \| \| Увршћено у колекцију \| \| 1977 \| \| \| Увршћено у колекцију \| \| 1977 \| \| \| Објављено у два дела, касније увршћено у колекцију \| \| 1977−1978 \| (さよならにっぽん) \| \| Објављено у пет делова, касније увршћено у колекцију \| \| 1978 \| (さよならのおみやげ) \| \| Увршћено у колекцију \| \| 1978 \| (トウキョウ チャンポン) \| \| Увршћено у колекцију \| \| 1978 \| \| \| Увршћено у колекцију \| \| 1978 \| (つやのあとさき) \| \| Увршћено у колекцију \| \| 1978 \| (愛の街角2丁目3番地) \| \| Увршћено у колекцију \| \| 1978 \| (遠い祭り) \| \| Написао Нобујуки Ширајама \| \| 1978 \| (大麻境) \| \| Увршћено у колекцију \| \| 1978 \| (家族) \| \| Увршћено у колекцију \| \| 1978 \| (任侠シネマクラブ) \| \| Увршћено у колекцију \| \| 1978 \| (あしたの約束) \| \| Увршћено у колекцију \| \| 1978 \| (カツ丼) \| \| Увршћено у колекцију \| \| 1978 \| (信長戦記) \| \| Увршћено у колекцију \| \| 1979 \| \| \| Недовршено; Увршћено у колекцију \| \| 1979 \| \| \| Објављено у два дела, засновано на одбијеном филмском тексту. Илустровали Отомо и Нобујуки Ширајама \| \| 1979 \| (原案/狩撫麻礼) \| \| Увршћено у колекцију \| \| 1979−1980 \| (大友克洋の栄養満点!) \| \| Приче базиране на бајкама, делимично увршћене у колекције и \| \| 1979 \| (聖者が街にやってくる) \| \| Састоји се од четири дела; Увршћено у колекцију \| \| 1979 \| \| \| Увршћено у колекцију . Адаптирано у краткометражни филм под називом \| \| 1979−1980 \| (饅頭こわい) \| \| Састоји се од четрдесет причица. Број 37 и 38 су увршћени у колекцију \| \| 1979 \| \| \| Састоји се од четири дела; Написао Нобујуки Ширајама \| \| 1979 \| \| \| Увршћено у колекцију \| \| 1979 \| \| \| Увршћено у колекцију \| \| 1979 \| \| \| Увршћено у колекцију \| \| 1979 \| \| \| Увршћено у колекцију \| \| 1980 \| (Ａ荘殺人事件) \| \| Увршћено у колекцију \| \| 1980 \| (SOS 大東京探検隊) \| \| Увршћено у колекцију ; Адаптирано у анимирани филм \| \| 1980 \| \| \| Увршћено у колекцију \| \| 1980 \| (サン・バーグズヒルの想い出) \| \| Увршћено у колекцију \| \| 1980 \| \| \| Увршћено у колекцију \| \| 1980 \| \| \| Недовршено \| \| 1980 \| \| \| Увршћено у колекцију \| \| 1980 \| ( に一番乗り!) \| \| Увршћено у колекцију \| \| 1980 \| (彼女の想いで…) \| \| Увршћено у колекцију \| \| 1981 \| (星際大戦) \| \| \| \| 1981−1982 \| (惑星TAKO年代記) \| \| Увршћено у колекцију \| \| 1981 \| (青い鳥) \| \| Увршћено у колекцију \| \| 1981 \| (猫はよく朝方に帰ってくる) \| \| Увршћено у колекцију \| \| 1981 \| (スイカメシア) \| \| \| \| 1981 \| (武器よさらば) \| \| Увршћено у колекцију \| \| 1982 \| (マドロスくん) \| \| Увршћено у колекцију \| \| 1982 \| \| \| Увршћено у колекцију \| \| 1984 \| (訪問者) \| \| Увршћено у колекцију \| \| 1985 \| (上を向いて歩こう) \| \| Увршћено у колекцију \| \| 1987 \| (とことんそれまでくん / 日常の中の物語) \| \| Увршћено у колекцију \| \| 1995 \| (火之要鎮) \| \| Увршћено у колекцију \| \| 1996 \| \| \| \| \| 2001 \| \| \| \| \| 2006 \| (公園) \| \| \| \| 2012 \| ( の ) \| \| \| \| 2016 \| (悪いロボットも壊れたら地獄へ行くの？) \| \| \| \| 2019 \| (気分はもう戦争3(だったかも知れない)) \| \| Написао Тошихико Јахаги \| \| 2020 \| (全集くんが行く) \| (веб-сајт) \| \| |                                                               |            | |
| Година | Назив                                                         | Часопис    | Додатне информације                                                                                 |
| 1973 | (銃声)                                                        |            | Базирано на делу Проспера Меримеа                                                                   |
| 1973 | (親友)                                                        |            | Базирано на делу Едогаве Ранпоа                                                                     |
| 1973 | (スマイリーおじさん)                                          |            | Базирано на делу Марка Твена                                                                        |
| 1973 | (橋とそして...)                                               |            | |
| 1973 | (子供たちは何処へ...)                                         |            | |
| 1974 | (上海かぜ)                                                    |            | Написао Јошихиру Јамамото                                                                           |
| 1974 | (密漁の夜)                                                    |            | |
| 1974 |                                                               |            | Увршћено у колекцију                                                                                |
| 1974 |                                                               |            | Увршћено у колекцију                                                                                |
| 1974 |                                                               |            | |
| 1974 | (目覚めよと呼ぶ声あり)                                        |            | Увршћено у колекцију                                                                                |
| 1974 | (心中ー'74秋ー)                                               |            | Увршћено у колекцију                                                                                |
| 1974 | (暗夜行路〔傷だらけの天使・1〕)                               |            | Увршћено у колекцију                                                                                |
| 1974 | (パック糞面白くもなかった今日の終わりに〔傷だらけの天使・2〕) |            | Увршћено у колекцију                                                                                |
| 1975 | (短距離走者の連帯〔傷だらけの天使・3〕)                       |            | Увршћено у колекцију                                                                                |
| 1975 | (醜悪の軋み〔傷だらけの天使・4〕)                             |            | Увршћено у колекцију                                                                                |
| 1975 | (チュンパラブギウギチュンパラブギ〔傷だらけの天使 ・5〕)      |            | Увршћено у колекцију                                                                                |
| 1975 | (スカッとスッキリ〔傷だらけの天使 ・6〕)                      |            | Увршћено у колекцију                                                                                |
| 1975 | (辻斬り)                                                      |            | Увршћено у колекцију                                                                                |
| 1975 | (〔傷だらけの天使・7〕)                                       |            | Увршћено у колекцију                                                                                |
| 1976 | (鏡)                                                          |            | Увршћено у колекцију                                                                                |
| 1976 | (鏡地獄)                                                      |            | Базирано на делу Едогаве Ранпоа                                                                     |
| 1976 | (アメリンゴ)                                                  |            | Објављено у два дела, 8. и 15. априла, касније увршћено у колекцију                                 |
| 1976 | (酒井さんちのユキエちゃん)                                    |            | Увршћено у колекцију                                                                                |
| 1976 | (犯す)                                                        |            | Увршћено у колекцију                                                                                |
| 1976 | (ハイウェイスター)                                            |            | Увршћено у колекцију                                                                                |
| 1976 |                                                               |            | Увршћено у колекцију                                                                                |
| 1976 |                                                               |            | Увршћено у колекцију                                                                                |
| 1977 | (夢の蒼穹)                                                    |            | Увршћено у репринтовану верзију колекције коју је објавила издавачка кућа Футабаша                  |
| 1977 | (宇宙パトロール・シゲマ)                                      |            | Увршћено у колекцију                                                                                |
| 1977 |                                                               |            | Увршћено у колекцију                                                                                |
| 1977 |                                                               |            | Увршћено у колекцију                                                                                |
| 1977 |                                                               |            | Увршћено у колекцију                                                                                |
| 1977 | (星霜)                                                        |            | Увршћено у колекцију                                                                                |
| 1977 | (雀が中)                                                      |            | Увршћено у колекцију                                                                                |
| 1977 | (天網恢恢疎にして漏らさず)                                    |            | Увршћено у колекцију                                                                                |
| 1977 |                                                               |            | Увршћено у колекцију                                                                                |
| 1977 |                                                               |            | Објављено у два дела, касније увршћено у колекцију                                                  |
| 1977−1978 | (さよならにっぽん)                                            |            | Објављено у пет делова, касније увршћено у колекцију                                                |
| 1978 | (さよならのおみやげ)                                          |            | Увршћено у колекцију                                                                                |
| 1978 | (トウキョウ チャンポン)                                       |            | Увршћено у колекцију                                                                                |
| 1978 |                                                               |            | Увршћено у колекцију                                                                                |
| 1978 | (つやのあとさき)                                              |            | Увршћено у колекцију                                                                                |
| 1978 | (愛の街角2丁目3番地)                                          |            | Увршћено у колекцију                                                                                |
| 1978 | (遠い祭り)                                                    |            | Написао Нобујуки Ширајама                                                                           |
| 1978 | (大麻境)                                                      |            | Увршћено у колекцију                                                                                |
| 1978 | (家族)                                                        |            | Увршћено у колекцију                                                                                |
| 1978 | (任侠シネマクラブ)                                            |            | Увршћено у колекцију                                                                                |
| 1978 | (あしたの約束)                                                |            | Увршћено у колекцију                                                                                |
| 1978 | (カツ丼)                                                      |            | Увршћено у колекцију                                                                                |
| 1978 | (信長戦記)                                                    |            | Увршћено у колекцију                                                                                |
| 1979 |                                                               |            | Недовршено; Увршћено у колекцију                                                                    |
| 1979 |                                                               |            | Објављено у два дела, засновано на одбијеном филмском тексту. Илустровали Отомо и Нобујуки Ширајама |
| 1979 | (原案/狩撫麻礼)                                               |            | Увршћено у колекцију                                                                                |
| 1979−1980 | (大友克洋の栄養満点!)                                         |            | Приче базиране на бајкама, делимично увршћене у колекције и                                         |
| 1979 | (聖者が街にやってくる)                                        |            | Састоји се од четири дела; Увршћено у колекцију                                                     |
| 1979 |                                                               |            | Увршћено у колекцију . Адаптирано у краткометражни филм под називом                                 |
| 1979−1980 | (饅頭こわい)                                                  |            | Састоји се од четрдесет причица. Број 37 и 38 су увршћени у колекцију                               |
| 1979 |                                                               |            | Састоји се од четири дела; Написао Нобујуки Ширајама                                                |
| 1979 |                                                               |            | Увршћено у колекцију                                                                                |
| 1979 |                                                               |            | Увршћено у колекцију                                                                                |
| 1979 |                                                               |            | Увршћено у колекцију                                                                                |
| 1979 |                                                               |            | Увршћено у колекцију                                                                                |
| 1980 | (Ａ荘殺人事件)                                                |            | Увршћено у колекцију                                                                                |
| 1980 | (SOS 大東京探検隊)                                            |            | Увршћено у колекцију ; Адаптирано у анимирани филм                                                  |
| 1980 |                                                               |            | Увршћено у колекцију                                                                                |
| 1980 | (サン・バーグズヒルの想い出)                                  |            | Увршћено у колекцију                                                                                |
| 1980 |                                                               |            | Увршћено у колекцију                                                                                |
| 1980 |                                                               |            | Недовршено                                                                                          |
| 1980 |                                                               |            | Увршћено у колекцију                                                                                |
| 1980 | ( に一番乗り!)                                                |            | Увршћено у колекцију                                                                                |
| 1980 | (彼女の想いで…)                                               |            | Увршћено у колекцију                                                                                |
| 1981 | (星際大戦)                                                    |            | |
| 1981−1982 | (惑星TAKO年代記)                                              |            | Увршћено у колекцију                                                                                |
| 1981 | (青い鳥)                                                      |            | Увршћено у колекцију                                                                                |
| 1981 | (猫はよく朝方に帰ってくる)                                    |            | Увршћено у колекцију                                                                                |
| 1981 | (スイカメシア)                                                |            | |
| 1981 | (武器よさらば)                                                |            | Увршћено у колекцију                                                                                |
| 1982 | (マドロスくん)                                                |            | Увршћено у колекцију                                                                                |
| 1982 |                                                               |            | Увршћено у колекцију                                                                                |
| 1984 | (訪問者)                                                      |            | Увршћено у колекцију                                                                                |
| 1985 | (上を向いて歩こう)                                            |            | Увршћено у колекцију                                                                                |
| 1987 | (とことんそれまでくん / 日常の中の物語)                       |            | Увршћено у колекцију                                                                                |
| 1995 | (火之要鎮)                                                    |            | Увршћено у колекцију                                                                                |
| 1996 |                                                               |            | |
| 2001 |                                                               |            | |
| 2006 | (公園)                                                        |            | |
| 2012 | ( の )                                                        |            | |
| 2016 | (悪いロボットも壊れたら地獄へ行くの？)                        |            | |
| 2019 | (気分はもう戦争3(だったかも知れない))                         |            | Написао Тошихико Јахаги                                                                             |
| 2020 | (全集くんが行く)                                              | (веб-сајт) | |

#### Артбукови
| Година | Назив | Додатне информације             |
| ------ | ----- | ------------------------------- |
| 1989   |       |                                 |
| 1995   |       |                                 |
| 2003   |       |                                 |
| 2008   |       | Колаборација са Кацујом Терадом |
| 2012   |       |                                 |
| 2012   |       |                                 |

### Филмографија

#### Дугометражни анимирани филмови
| Година | Назив | Редитељ | Сценариста |
| ------ | ----- | ------- | ---------- |
| 1988   |       | Да      | Да         |
| 1991   |       | Не      | Да         |
| 2001   |       | Не      | Да         |
| 2004   |       | Да      | Да         |

#### Краткометражни анимирани филмови
| Година | Назив   | Редитељ | Сценариста | Извршни продуцент | Додатне информације      |
| ------ | ------- | ------- | ---------- | ----------------- | ------------------------ |
| 1987   |         | Да      | Да         | Не                | Део антологије Neo Tokyo |
| 1987   | „” и „” | Да      | Да         | Не                | Део антологије           |
| 1995   |         | Не      | Да         | Да                | Део антологије           |
| 1995   |         | Не      | Да         | Да                | Део антологије           |
| 1995   |         | Да      | Да         | Да                | Део антологије           |
| 1998   |         | Да      | Да         | Не                |                          |
| 2013   |         | Да      | Да         | Не                | Део антологије           |

#### Играни филмови
| Година | Назив | Редитељ | Сценариста | Продуцент | Додатне информације |
| ------ | ----- | ------- | ---------- | --------- | ------------------- |
| 1979   |       | Не      | Да         | Не        | Порнографски филм   |
| 1982   |       | Да      | Да         | Да        |                     |
| 1991   |       | Да      | Да         | Не        |                     |
| 2006   |       | Да      | Да         | Не        |                     |

## Спољашњи извори
- Otomo: The Complete Works
- Кацухиро Отомо на веб-сајту  (језик: енглески)
- Кацухиро Отомо  на веб-сајту
- Кацухиро Отомо на порталу The Encyclopedia of Science Fiction